# 羊坊店街道
羊坊店街道，是中华人民共和国北京市海淀區下辖的一个街道办事处，位于海淀区最南部，紧邻北京西站，有海淀区“南大门”之称。

## 名称及沿革
现羊坊店街道辖区在金朝为中都城内、外的西北隅，而该区域的金中都城墙外曾有牛羊交易场所（俗称“羊市”）:22，羊市附近供牛羊贩子住宿的客栈则被称为“羊房”，后形成聚落称羊房店。此外，该区域因地处金中都的北门会城门外，抬头即可看见城门，故也称“羊望店”。后因元大都的兴建，羊房店废为郊野，明朝演变为羊望店村，旧址位于今羊坊店路西侧:19，后形成南北两个聚落，称羊房北店和羊房南店，清朝才统称羊坊店。
羊坊店在北洋政府时期（1912年至1928年）隶属京兆地方宛平縣，1928年划归北平市郊四区，1949年4月至1952年9月大部归属马神庙村政府，1954年6月23日成立羊坊店乡政府。:191957年4月，羊坊店并入玉渊潭乡政府，分设办事处主管居民事务。羊坊店街道办事处于1964年4月19日成立，1967年11月23日改称羊坊店街道革命委员会，1981年1月28日复称羊坊店街道办事处。:191996年北京西站启用后，羊坊店的交通日益繁忙，成为进出京门户之一。

## 行政区划
羊坊店街道下辖以下地区：
海军机关大院社区、会城门社区、电信局社区、有色设计院社区、空军机关大院第一社区、新华社皇亭子社区、铁东社区、铁西社区、水科院南院社区、卫东社区、翠微路第二社区、普惠南里社区、永红社区、普惠寺社区、羊坊店社区、吴家场铁路5号院社区、中联部社区、乔建社区、颐源居社区、科技部社区、东风社区、通信处社区、空军机关大院第二社区、铁路医院社区、小马厂社区、西木楼社区、茂林居社区、三住宅社区、京西宾馆社区、彩电社区、勘测社区、军事博物馆社区、复兴路23号社区、空军机关大院第三社区、莲花小区社区、吴家村路十号院社区、玉南路9号社区和沄沄国际社区。

### 范围

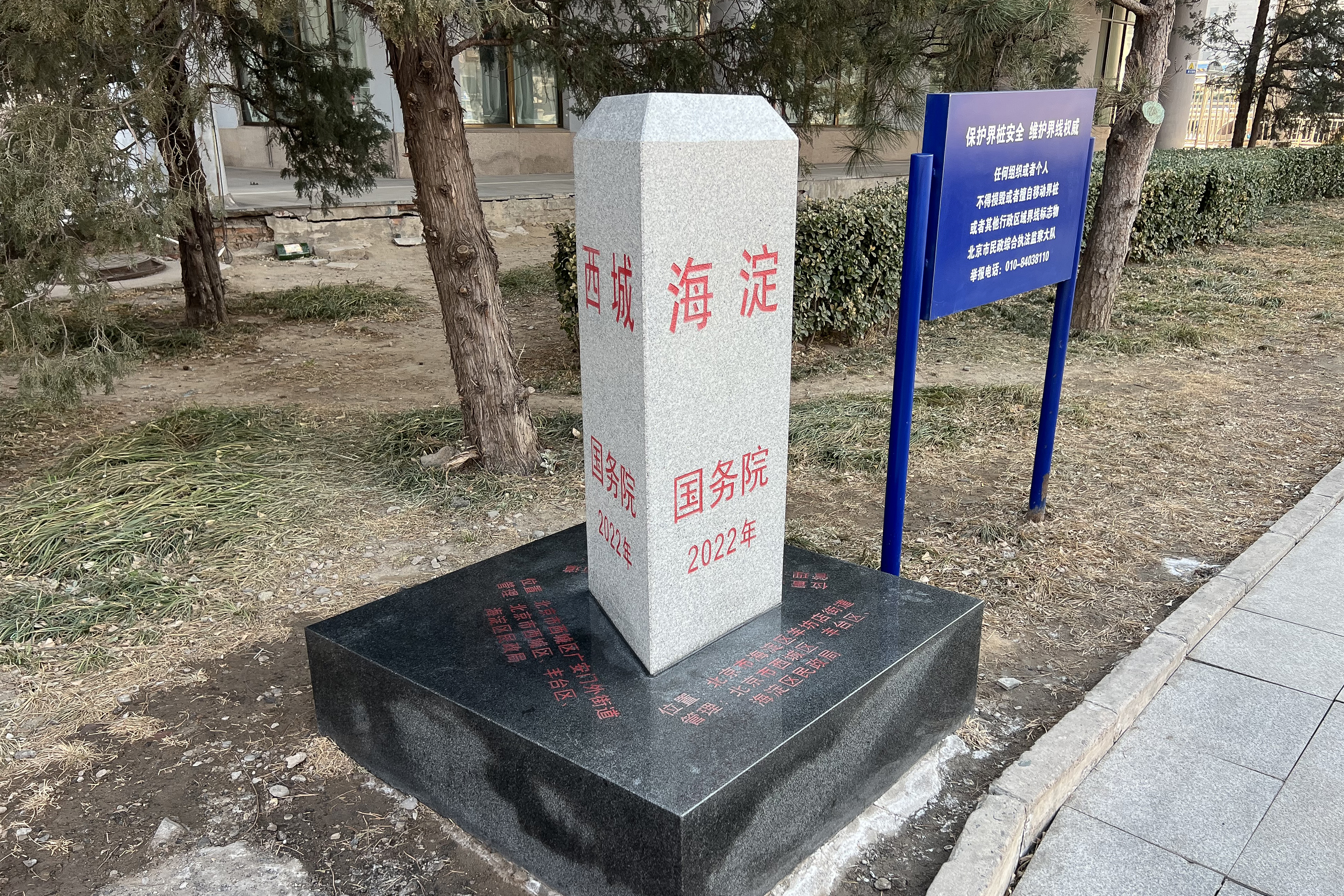
北京西站东北角的海淀、西城、丰台三区交界点

羊坊店街道北部从海淀区罗道庄桥起（与八里庄、甘家口、万寿路街道交界）沿永定河引水渠到木樨地桥；南部东面从西客站起至丰台区莲怡园北路；西部南面从水衙沟路起至翠微路北（与丰台区、万寿路街道交界）。东部从木樨地桥起（与西城区相邻）至北京西客站主楼东北角（与西城区、西客站管委会、丰台区交界）。

## 辖区内单位
- 中共中央对外联络部
- 中华人民共和国科学技术部
- 中国人民解放军空军
- 中国人民解放军海军
- 京西宾馆
- 中央廣播電視總台（中国中央电视台）
- 中国国家铁路集团及部分家属区
- 中国铁路北京局集团有限公司及部分家属区
- 中國水利水電科學研究院
- 国家测绘地理信息局
- 北京铁路局北京机务段
- 首都医科大学附属北京世纪坛医院
- 国家税务总局
- 北京铁道大厦